# Dahala Khagrabari

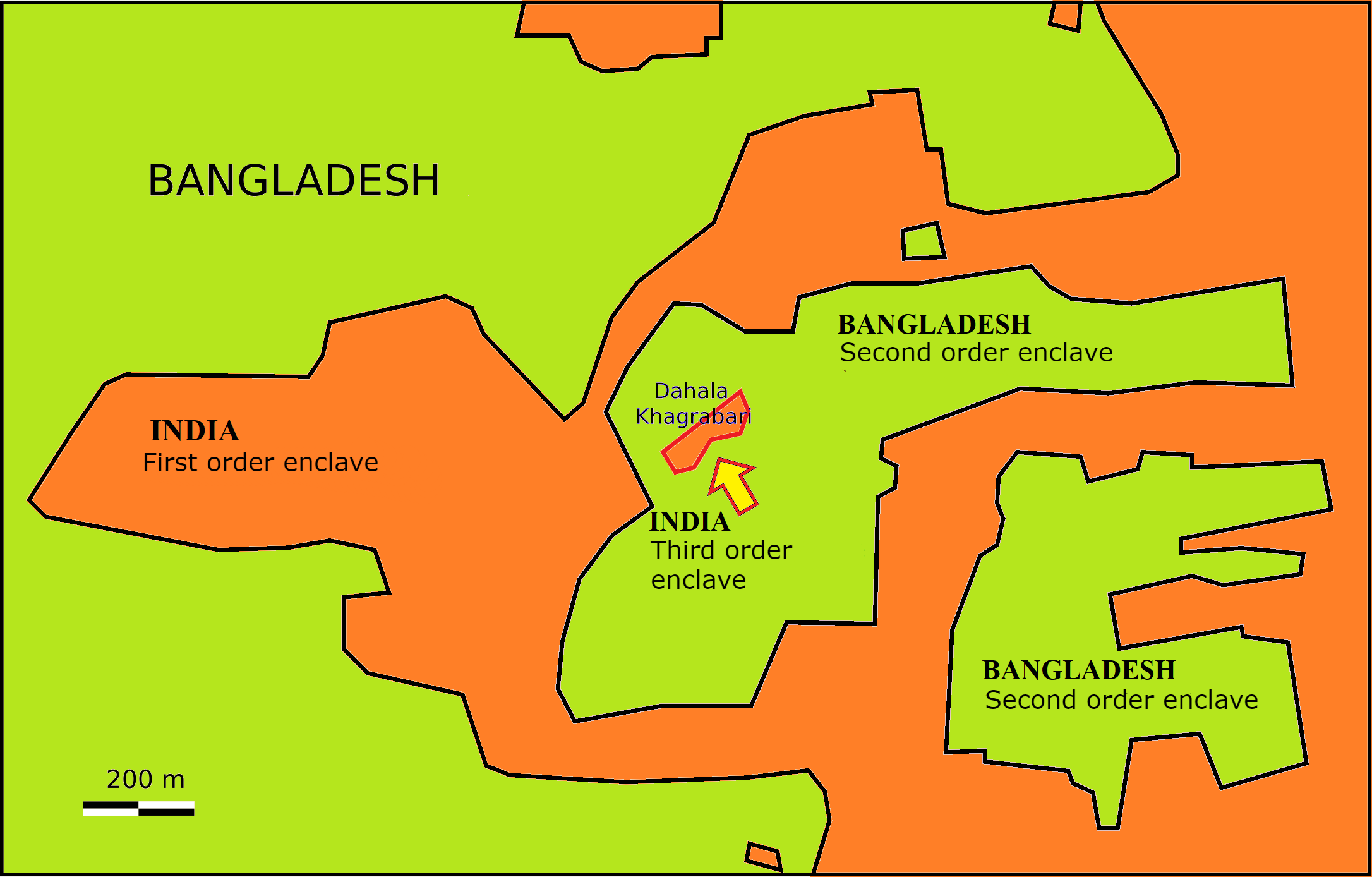
Lage Dahala Khagrabaris als Enklave dritter Ordnung

Dahala Khagrabari (Bengali: দাহালা খাগড়াবাড়ী) war eine indische Enklave in Bangladesch. Sie bestand bis 31. Juli 2015 und war als Teil des indisch-bangladeschischen Enklavenkomplexes die einzige Enklave dritter Ordnung (Unterunterenklave) der Welt.

## Beschreibung
Dahala Khagrabari gehörte als Enklave Nr. 51 (#৫১) administrativ zum Distrikt Koch Bihar im indischen Bundesstaat Westbengalen. Das Gebiet liegt innerhalb der bangladeschischen Siedlung Upanchowki Bhanjni, die sich wiederum innerhalb der indischen Siedlung Balapara Khagrabari in der Division Rangpur im Nordwesten Bangladeschs befand. Es handelte sich bei Dahala Khagrabari politisch also um einen Teil Indiens in einem Teil Bangladeschs in einem Teil Indiens in Bangladesch, oder anders ausgedrückt, eine Enklave in einer Enklave in einer Enklave, die einzige Enklave dritter Ordnung oder Unterunterenklave der Welt.
Die Enklave umfasste etwa 6900 Quadratmeter, was nicht ganz der Größe eines Fußballfeldes entspricht, und bestand im Wesentlichen aus einer landwirtschaftlichen Anbaufläche, die von dem bangladeschischen Jutebauern Mofijul Islam bestellt wurde. Anderen Angaben zufolge soll es sich um ein Reisfeld handeln. Mit Inkrafttreten des indisch-bangladeschischen Grenzvertrages am 1. August 2015 wurde Dahala Khagrabari wie fast alle der rund 200 Enklaven im Grenzgebiet der beiden Staaten durch Austausch der Gebiete aufgelöst. Seither ist die ehemalige Enklave offiziell Teil Bangladeschs.

## Rezeption
Im Rahmen der internationalen Berichterstattung über die Beilegung des jahrzehntelangen Grenzkonflikts erwähnten Medien wie die Washington Post, das Smithsonian Magazine oder Der Spiegel Dahala Khagrabari. Alastair Bonnett, Professor für Sozialgeographie an der Newcastle University, widmete den auch als „Chitmahals“ bekannten bangladeschisch-indischen Enklaven ein Kapitel in seinem Buch Die seltsamsten Orte der Welt und hob Dahala Khagrabari als besondere Kuriosität hervor.
Neben den drei weiteren ehemaligen Enklaven Garati, Kothajni und Putimari diente Dahala Khagrabari als Untersuchungsgebiet für eine 2018 veröffentlichte Studie zum Panchayati Raj, einer in den ländlichen Gebieten Indiens weitverbreiteten Form dörflicher Selbstverwaltung. Anhand von Befragungen und Gruppendiskussionen, unter anderem mit Bewohnern aus 38 Haushalten im umliegenden Dorf, kamen die Autoren zu dem Schluss, dass das Modell des Panchayati Raj ohne staatliche Förderung kaum zur Lösung von Problemen wie Armut, Land Grabbing oder Gewalt gegen Frauen beitragen kann.